# Darkó István (író, 1902–1972)
Darkó István (született Székely István) (Szentendre, 1902. március 19. – Budapest, 1972. augusztus 6.) író, újságíró, lapszerkesztő.

## Élete
Unitárius székely családban született, de már kétéves korától Losoncon élt. Simándy Pállal és Győry Dezsővel együtt szervezte meg a Madách kört. Scherer Lajos együtt szerkesztette a Mi Lapunk ifjúsági újságot. Később a Magyar Írás főszerkesztőjének tették meg, de összeveszett a lap tulajdonosával Zerdahelyi Lajossal. A Szlovenszkói Magyar Kultúregyesület titkára. Sziklay Ferenccel együtt alapította a Kazinczy Könyvbarátok Társaságot. 1929-ben egyik szervezője volt az első csehszlovákiai magyar könyvnapoknak. Jel címmel antológiát ad ki.
Az egyetlen magyar író, aki megkapta a csehszlovák Állami Díjat (1937, Égő csipkebokor c. regényéért). Cikkeit sokszor Székely István név alatt írta keményen bírálta bennük a Csehszlovák kisebbségi politikát. Az első bécsi döntés után a Kassai Rádió vezetője lett.
1945-ben szovjet fogságba került, majd koncepciós perbe fogták. Magyarországra szökött egy ideig a Magyar Áttelepülési Bizottság alkalmazottja, aztán kollégiumigazgató volt, végül haláláig fizikai munkásként dolgozott.

## Pályakép
Versekkel kezdett, de a novella és a regény lettek legtermékenyebb műfajai. Országos feltűnést 1926-ban megjelent regénye keltett. 1929-ben Illés Endre is írt méltatást róla ekkor megjelent két regényéről. Darkónak ma is felróják, hogy korai műveiben keverte a székely tájszólást a palóccal. Kedvelt témája a népi származású kissé habókos zsenik, akik képtelenek kitörni a környezetekből. (Ferde Torony, A szép ötvöslegényről)
Legnagyobbra tartott regénye a Deszkaváros.

## Művei
- Két ember, egy árnyék, elbeszélések, Losonc, 1925
- A legnagyobb úr, elbeszélések, Kassa, 1926
- Zúzmara, regény, Berlin, 1926
- Szakadék, regény, Kassa, 1928
- A felhők hőse Pákozdon, ifjúsági regény, Berlin, 1928
- A szép ötvöslegény, kisregény, Kassa, 1929
- Égő csipkebokor, regény, Budapest, 1935
- Deszkaváros, regény, 1938, új kiadás: 2011
- Magyar hegyek népe, elbeszélések, Kassa, 1943
- Romok és fények, elbeszélések (összeáll. és bev. Turczel Lajos), 1969